# Mchówko
Mchówko [pronunciación en polaco: /ˈmxufkɔ/] es un pueblo ubicado en el distrito administrativo de Gmina Przasnysz, dentro del Condado de Przasnysz, Voivodato de Mazovia, en el este de Polonia central. Se encuentra aproximadamente a 6 kilómetros al norte de Przasnysz y a 95 kilómetros al norte de Varsovia.